# ميل محوري

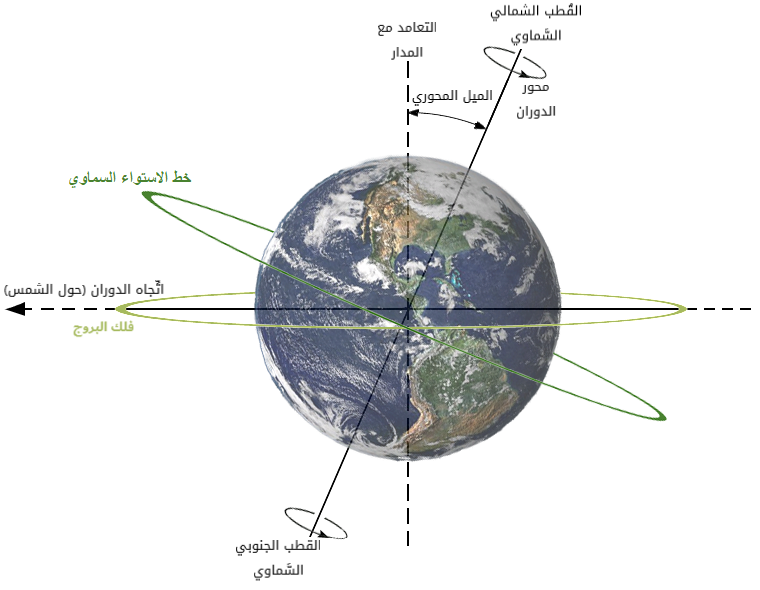
الميل المحور لكوكب الأرض ومستوي الدوران

في علم الفلك، الميل المحوري هو ميلان محور دوران كوكب بالنسبة للعمود على مستوي الدوران الذي تدور فيه الكواكب حول الشمس.